# Segonzac
Segonzac é uma comuna francesa na região administrativa da Nova Aquitânia, no departamento Dordonha. Estende-se por uma área de 3,89 km². Em 2010 a comuna tinha 204 habitantes (densidade: 52,4 hab./km²).
Pertence à rede das Cidades Cittaslow.